# Halcon M-1943

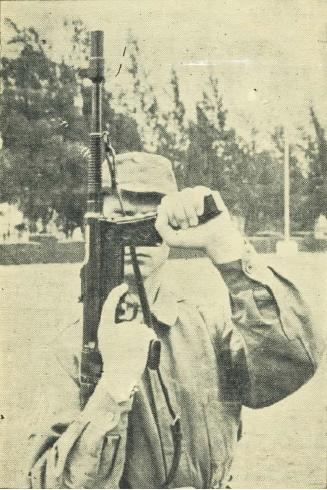
A Halcón M-194.

O Halcon M-1943 é uma pistola-metralhadora de origem argentina produzida com câmara para o cartucho 9x19mm Parabellum para o Exército Argentino e para .45 ACP para as forças policiais, embora nenhum deles a tenha usado em funções de linha de frente. Outra variante era a Halcon M-1946 que veio com uma coronha dobrável. Deve ser anotado que esta arma é comparável em qualidade e desempenho com a submetralhadora Thompson.